# Potentilla campestris
Potentilla campestris là loài thực vật có hoa trong họ Hoa hồng. Loài này được (M.E. Jones) Jeps. miêu tả khoa học đầu tiên năm 1925.